# تیفنورت
تیفنورت (به آلمانی: Tiefenort) یک شهر در آلمان است که در وارتبورگکرایس واقع شده‌است. تیفنورت ۴٬۱۹۴ نفر جمعیت دارد.